# Blue & Sentimental
| Recensione | Giudizio |
| ---------- | -------- |
| AllMusic   |          |

Blue & Sentimental è un album del tenorsassofonista jazz statunitense, pubblicato (postumo alla morte del sassofonista) dalla Blue Note Records nel giugno del 1963 .

## Tracce

### LP (1963, Blue Note Records, BLP 4098/BST 84098)
Lato A
1. Blue and Sentimental – 7:26 (Count Basie, Jerry Livingston, Mack David) –  Registrato il 16 dicembre 1961
2. Minor Impulse – 6:33 (musica: Ike Quebec) –  Registrato il 16 dicembre 1961
3. Don't Take Your Love from Me – 7:02 (Henry Nemo) – Registrato il 16 dicembre 1961

Durata totale: 21:01
Lato B
1. Blues for Charlie – 6:47 (musica: Grant Green) –  Registrato il 16 dicembre 1961
2. Like – 5:19 (musica: Ike Quebec) – Registrato il 16 dicembre 1961
3. Count Every Star – 6:16 (testo: Sammy Gallop – musica: Bruno Coquatrix) – Registrato il 23 dicembre 1961

Durata totale: 18:22

### CD (1988, Blue Note Records, CDP 7 84098 2)
1. Blue and Sentimental – 7:26 (Count Basie, Jerry Livingston, Mack David)
2. Minor Impulse – 6:33 (musica: Ike Quebec)
3. Don't Take Your Love from Me – 7:02 (Henry Nemo)
4. Blues for Charlie – 6:47 (musica: Grant Green)
5. Like – 5:19 (musica: Ike Quebec)
6. That Old Black Magic – 4:50 (testo: Johnny Mercer – musica: Harold Arlen) – Traccia bonus - Registrato il 16 dicembre 1961
7. It's All Right with Me – 6:03 (Cole Porter) – Traccia bonus - Registrato il 16 dicembre 1961
8. Count Every Star – 6:16 (testo: Sammy Gallop – musica: Bruno Coquatrix)

Durata totale: 50:16

## Formazione
- Ike Quebec – sassofono tenore, pianoforte (brani: Minor Impulse e Blues for Charlie)
- Grant Green – chitarra
- Sonny Clark – pianoforte (brano: Count Every Star)
- Paul Chambers – contrabbasso (eccetto in: Count Every Star)
- Sam Jones – contrabbasso (brano: Count Every Star)
- Philly Joe Jones – batteria (eccetto in: Count Every Star)
- Louis Hayes – batteria (brano: Count Every Star)

### Produzione
- Alfred Lion – produzione
- Registrazioni effettuate il 16 e 23 dicembre 1961 al Van Gelder Studio di Englewood Cliffs, New Jersey
- Rudy Van Gelder – ingegnere delle registrazioni
- Reid Miles – design copertina album originale
- Francis Wolff – foto copertina album originale
- Ira Gitler – note retrocopertina album originale